# Anna (sommo sacerdote)
Anna, o Anania, in ebraico: Anano ben Seth, in greco (Vangeli) Ἅννας (Hannas) (fl. I secolo), è stato un sacerdote ebreo antico, sommo sacerdote dell'ebraismo dal 6 al 15 d.C..
Deposto da Valerio Grato, rimase comunque influente all'interno del sinedrio per molti altri anni e mantenne il titolo di sommo sacerdote. Gli succedettero, come sommi sacerdoti, diverse persone della sua famiglia, tra cui il genero Caifa.
È noto soprattutto per aver partecipato, secondo il racconto dei Vangeli, al processo che condannò a morte Gesù.

## Nella tradizione ebraica
Secondo la lista dei sommi sacerdoti di Israele ben sei sommi sacerdoti successivi sono suoi figli o appartenenti alla sua famiglia:
- Eleazar ben Anano (16-17)
- Caifa (18-36), il quale aveva sposato la figlia di Anna[1]
- Jonathan ben Anano (36-37 e poi 44)
- Theofilo ben Anano (37-41)
- Mattia ben Anano (43)
- Anano ben Anano (63)

Così Giuseppe Flavio nelle Antichità giudaiche commenta questa situazione: 
(Antichità giudaiche XX, 9.1)

## Nei Vangeli e nel Nuovo Testamento

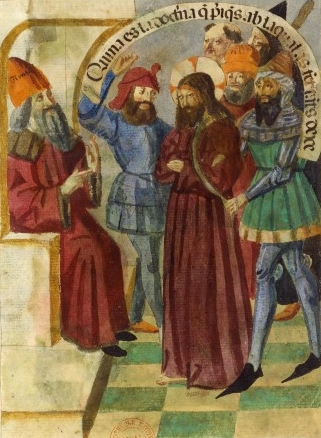
Gesù Cristo davanti al sacerdote Anna, miniatura da un codice spagnolo alla Biblioteca Nazionale francese

Da quanto si desume dai Vangeli, anche durante il mandato di Caifa, Anna dovette esercitare una forte autorità.

L'evangelista Luca, iniziando a presentare la vita pubblica di Gesù e cercando di inquadrare storicamente gli avvenimenti, dice nel suo vangelo: 
 Menziona i sommi sacerdoti Anna e Caifa, come se entrambi avessero detenuto contemporaneamente questa carica.

Qualche anno dopo, durante la passione di Gesù, l'evangelista Giovanni racconta nel suo vangelo (18,12-24)  che quando Gesù fu catturato venne portato prima davanti ad Anna, che lo interrogò per primo e solo dopo da questi fu inviato a Caifa.
Ancora all'inizio degli Atti degli Apostoli Anna viene ricordato come sommo sacerdote insieme a Caifa e ad altri due personaggi di nome Giovanni ed Alessandro: 

## Tradizione cristiana
La tradizione cristiana attribuisce quindi sia ad Anna che a Caifa la responsabilità di aver mandato Gesù a morte. Ad esempio nella Divina Commedia entrambi sono puniti allo stesso modo: crocifissi per terra nella bolgia degli ipocriti, vengono calpestati da tutti i dannati che passano in quel punto, i quali vestono pesantissime cappe di piombo (Inferno XXIII, 110-126).